# František Procházka (hasič)
František Procházka (13. listopadu 1887, Polička – 2. března 1945, Terezín) byl učitel, významný představitel českého hasičství, starosta a obecní zastupitel. Za druhé světové války organizoval hasičský odboj, následkem čehož byl zatčen gestapem a uvězněn v malé pevnosti Terezín, kde byl později umučen.

## Život

### Mládí
Narodil se 13. listopadu 1887 v Poličce. Tam navštěvoval obecnou a měšťanskou školu a poté vystudoval zdejší učitelský ústav, studium dokončil v roce 1905. Již během studentských let se věnoval hasičství.Po studiu nastoupil jako jednoroční dobrovolní základní vojenskou službu. A stal se poručíkem v záloze 98. pěšího pluku ve Vysokém Mýtě.

### Hasič a učitel
Poté od září roku 1908 nastoupil do školy v Čestíně. Na tamější škole působil nejdříve jako učitel a později jako řídící učitel až do svého zatčení v roce 1944. V obci se stal také členem dobrovolných hasičů a zasloužil se o rozvoj místního sboru. V obci byl také členem ochotnického, mysliveckého a včelařského spolku, správcem kampeličky a obecním zastupitelem. V letech 1919 – 1925 byl starostou obce.
Po vypuknutí první světové války byl mobilizován a bojoval v Rusku na východní frontě, kde byl poraněn střelou do čelisti.
Pro jeho schopnosti mu byla svěřena funkce ve vedení Uhlířsko-janovické hasičské župy. Postupně se vypracoval až do České zemské hasičské jednoty. V ní postupně vykonával funkci jednatele, pokladníka, předsedy organizační komise, správce hasičské knihovny a náměstka Svazu dobrovolného československého hasičstva. Kromě toho byl zvolen členem hasičské pojišťovny, velitelem hasičů v Čestíně a Uhlířsko-janovické hasičské župy. Dne 18. prosince 1938 byl jednomyslně zvolen starostou České zemské hasičské jednoty.

### Odbojová činnost a úmrtí
Po vyhlášení protektorátu byl také zvolen starostou nově vzniklého Svazu českého hasičstva v Čechách a na Moravě. Podílel se na organizování hasičského odboje a jeho napojení na odbojovou skupinu Rada tří. Podařilo se mu zapojit do odboje hasiče jako celek. V roce 1943 zachytilo gestapo stopu odbojové činnosti hasičů na Jičínsku a hasičská organizace se tak dostala do jeho hledáčku. V roce 1944 byli nasazeni konfidenti gestapa k infiltraci hasičských sborů. Následkem čehož přišlo v září 1944 hromadné zatýkání mezi hasiči, celkem bylo zatčeno přes 3 000 hasičů. František Procházka byl zatčen 12. září kolínským gestapem. Následně byl vyslýchán a uvězněn v malé pevnosti Terezín. Kde byl 2. března 1945 ubit dozorcem pomocí krumpáče. Dne 17. listopadu mu byl prezidentem republiky posmrtně udělen Československý válečný kříž.

## Rodina
Jeho bratr Jan Procházka byl katolický kněz, hasič a hasičský funkcionář. Byl zatčen v roce 1942 a internován v táboře pro kněze, kde 20. března 1943 zemřel.

## Památka

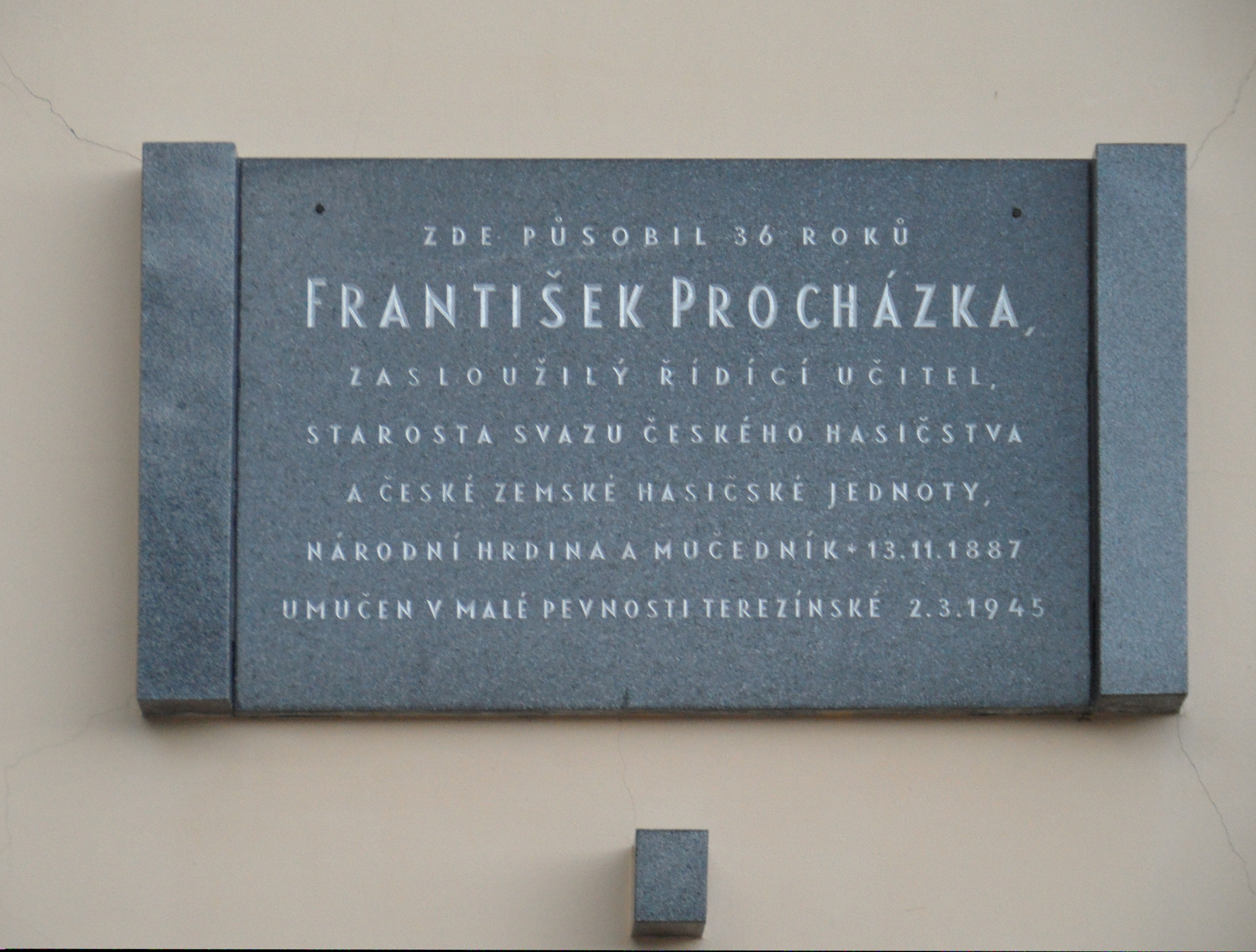
Pamětní deska Františka Procházky na budově obecního úřadu v Čestíně

- Pamětní deska na obecním úřadě v Čestíně, kde působil jako řídící učitel[6]
- Pamětní deska na budově gymnázia v Poličce, kde se narodil a vystudoval učitelský ústav[7]

## Vyznamenání
Československý válečný kříž 1939 – uděleno in memoriam 17. listopadu 1945